# IJle lamsoor
IJle lamsoor (Limonium humile, synoniem: Statice humilis) is een vaste plant uit de strandkruidfamilie (Plumbaginaceae). De plant staat op de Nederlandse Rode lijst van planten als zeer zeldzaam en stabiel of toegenomen. De plant komt van nature voor in Noordwest-Europa.
De plant wordt 10 - 50 cm hoog en heeft een rolronde of iets kantige stengel. De meer dan 5 cm lange en 1,5 - 3 cm brede bladeren zijn stomp, stekelpuntig en in de bladsteel versmald.
De plant bloeit van juli tot in oktober met blauwviolette bloemen, die in een sterk vertakte, schermvormige pluim staan. Het eind van de vertakkingen bestaan uit 2 - 5 cm lange, losse aren. In het onderste deel van een aar komen 2 - 3 groepjes bloemen per cm voor, bij lamsoor meer dan 5 - 8 groepjes. De onderste twee groepjes staan 4 - 10 mm uit. Elk groepje heeft drie schutbladen. De buitenste schutbladen zijn 3 - 4 mm lang. De zoom van de kelk heeft vijf, driehoekige slippen. De kroonbladen zijn aan de voet vergroeid. De helmknoppen zijn roodbruin en die van lamsoor geel.
De vrucht is een niet openspringend.
IJle lamsoor komt voor op schorren, kwelders en aan zeedijken.

## Namen in andere talen
- Duits: Strandflieder
- Engels: Lax-flowered Sea-lavender
- Frans: Statice humble, Petit statice, Petit Limonium